# Halowe Mistrzostwa Świata w Lekkoatletyce 1999 – bieg na 400 m mężczyzn
Bieg na 400 m mężczyzn – jedna z konkurencji rozgrywanych podczas halowych mistrzostw świata w lekkoatletyce w 1999. Eliminacje odbyły się 5 marca, półfinały miały miejsce 6 marca, finał zaś został rozegrany 7 marca.
Do eliminacji zgłoszonych zostało 29 zawodników z 23 państw.
Zawody w tej konkurencji wygrał reprezentant Wielkiej Brytanii Jamie Baulch. Drugą pozycję zajął zawodnik ze Stanów Zjednoczonych Milton Campbell, trzecią zaś reprezentujący Meksyk Alejandro Cárdenas.

## Wyniki

### Eliminacje
Źródło: 
Bieg 1
| Miejsce | Zawodnik               | Państwo             | Wynik | Uwagi |
| ------- | ---------------------- | ------------------- | ----- | ----- |
| 1.      | Roxbert Martin         | Jamajka             | 47,34 |       |
| 2.      | Juan Vicente Trull     | Hiszpania           | 47,51 |       |
| 3.      | Laurent Clerc          | Szwajcaria          | 47,58 |       |
| 4.      | Masayoshi Kan          | Japonia             | 47,72 |       |
| 5.      | Siniša Peša            | Serbia i Czarnogóra | 47,86 |       |
| 6.      | Alejandro José Navarro | Salwador            | 51,12 |       |

Bieg 2
| Miejsce | Zawodnik           | Państwo           | Wynik | Uwagi |
| ------- | ------------------ | ----------------- | ----- | ----- |
| 1.      | Troy McIntosh      | Bahamy            | 46,49 | SB    |
| 2.      | Deon Minor         | Stany Zjednoczone | 46,69 |       |
| 3.      | Sunday Bada        | Nigeria           | 46,87 |       |
| 4.      | Jun Osakada        | Japonia           | 47,00 |       |
| 5.      | Periklis Jakowakis | Grecja            | 47,13 |       |

Bieg 3
| Miejsce | Zawodnik           | Państwo         | Wynik | Uwagi |
| ------- | ------------------ | --------------- | ----- | ----- |
| 1.      | Alejandro Cárdenas | Meksyk          | 46,45 | SB    |
| 2.      | Lars Figura        | Niemcy          | 46,49 | PB    |
| 3.      | Piotr Długosielski | Polska          | 46,90 | PB    |
| 4.      | Casey Vincent      | Australia       | 47,15 |       |
| 5.      | Du'aine Ladejo     | Wielka Brytania | 47,58 |       |
| 6.      | Moses Kondowe      | Malawi          | 50,39 |       |

Bieg 4
| Miejsce | Zawodnik            | Państwo                       | Wynik | Uwagi |
| ------- | ------------------- | ----------------------------- | ----- | ----- |
| 1.      | Jamie Baulch        | Wielka Brytania               | 46,46 |       |
| 2.      | David Canal         | Hiszpania                     | 46,48 |       |
| 3.      | Fred Mango          | Francja                       | 46,64 | PB    |
| 4.      | Tomasz Czubak       | Polska                        | 47,04 | SB    |
| 5.      | Salem Al Ameeri     | Bahrajn                       | 50,39 | PB    |
| 6.      | Marcel Yambo Bakulu | Demokratyczna Republika Konga | 51,18 | NR    |

Bieg 5
| Miejsce | Zawodnik               | Państwo           | Wynik | Uwagi |
| ------- | ---------------------- | ----------------- | ----- | ----- |
| 1.      | Milton Campbell        | Stany Zjednoczone | 46,77 |       |
| 2.      | Sanderlei Parrela      | Brazylia          | 46,81 |       |
| 3.      | Matija Šestak          | Słowenia          | 47,00 |       |
| 4.      | Konstandinos Kienderis | Grecja            | 47,35 |       |
| 5.      | Darko Juričić          | Chorwacja         | 47,36 |       |
| 6.      | Carlos Santa           | Dominikana        | 47,56 |       |

### Półfinały
Źródło: 
Bieg 1
| Miejsce | Zawodnik           | Państwo   | Wynik | Uwagi |
| ------- | ------------------ | --------- | ----- | ----- |
| 1.      | Alejandro Cárdenas | Meksyk    | 46,51 |       |
| 2.      | Lars Figura        | Niemcy    | 46,71 |       |
| 3.      | David Canal        | Hiszpania | 46,93 |       |
| 4.      | Sunday Bada        | Nigeria   | 47,07 |       |
| 5.      | Piotr Długosielski | Polska    | 47,55 |       |
| 6.      | Casey Vincent      | Australia | 48,03 |       |

Bieg 2
| Miejsce | Zawodnik           | Państwo           | Wynik | Uwagi |
| ------- | ------------------ | ----------------- | ----- | ----- |
| 1.      | Milton Campbell    | Stany Zjednoczone | 46,23 |       |
| 2.      | Troy McIntosh      | Bahamy            | 46,32 | SB    |
| 3.      | Sanderlei Parrela  | Brazylia          | 46,39 |       |
| 4.      | Juan Vicente Trull | Hiszpania         | 46,88 | PB    |
| 5.      | Jun Osakada        | Japonia           | 46,95 |       |
| –       | Tomasz Czubak      | Polska            | DNF   |       |

Bieg 3
| Miejsce | Zawodnik           | Państwo           | Wynik | Uwagi |
| ------- | ------------------ | ----------------- | ----- | ----- |
| 1.      | Jamie Baulch       | Wielka Brytania   | 46,14 |       |
| 2.      | Roxbert Martin     | Jamajka           | 46,34 |       |
| 3.      | Matija Šestak      | Słowenia          | 46,84 | NR    |
| 4.      | Fred Mango         | Francja           | 47,06 |       |
| 5.      | Deon Minor         | Stany Zjednoczone | 47,12 |       |
| 6.      | Periklis Jakowakis | Grecja            | 47,23 |       |

### Finał
Źródło: 
| Miejsce | Zawodnik           | Państwo           | Wynik | Uwagi |
| ------- | ------------------ | ----------------- | ----- | ----- |
| 01 !    | Jamie Baulch       | Wielka Brytania   | 45,73 |       |
| 02 !    | Milton Campbell    | Stany Zjednoczone | 45,99 |       |
| 03 !    | Alejandro Cárdenas | Meksyk            | 46,02 | NR    |
| 4.      | Troy McIntosh      | Meksyk            | 46,05 | NR    |
| 5.      | Roxbert Martin     | Jamajka           | 46,85 |       |
| 6.      | Lars Figura        | Niemcy            | 47,06 |       |